# カンザス・シティ・サバーバン・ベルト鉄道
カンザス・シティ・サバーバン・ベルト鉄道（カンザス・シティ・サバーバン・ベルトてつどう、Kansas City Suburban Belt Railroad）は、カンザス州アージェンタイン（後にカンザスシティ (カンザス州) の一部となる）からミズーリ州インディペンデンスまで、カンザスシティ都市圏の郊外地域を通り、ミズーリ州カンザスシティのターミナル駅を結んでいた鉄道。会社は、アーサー・スティルウェルとエドワード・L・マーティンによって1887年に設立され、鉄道は1890年に開通した。カンザス・シティ・サザン鉄道の最も初期の前身会社のひとつである。
カンザス・シティ・サバーバン・ベルト鉄道と称する企業は、2回設立されている。1887年1月8日に設立された最初のカンザス・シティ・サバーバン・ベルト鉄道 (The Kansas City Suburban Belt Railroad Company) は、別会社 (Consolidated Terminal Railway Company of Kansas City) との統合を経て、改めて1892年7月25日に、定冠詞がないだけの違いでほぼ同名の会社 (Kansas City Suburban Belt Railroad Company) として再設立された。後者は、1901年12月31日に、カンザス・シティ・ピッツバーグ・アンド・ガルフ鉄道へ売却された。
カンザス大学のケネス・スペンサー研究図書館 (Kenneth Spencer Research Library) には、1896年から1897年にかけてのカンザス・シティ・サバーバン・ベルト鉄道関係の文書が残されている。